# 伊野站
伊野站（日语：／ Ino eki */?）是一位於日本高知縣高岡郡伊野町、隸屬於四國旅客鐵道（JR四國）的鐵路車站。車站編號為K07，所有等級的列車均停靠。另外約四分一由高知開出的普通列車以本站為終站。
車站外是土佐電交通伊野線的終站伊野站前停留場，兩站間的步行時間約為3分鐘。伊野線同時亦有一個伊野停留場，但是卻位於本站以南約200米外。

## 車站結構

### JR四國 伊野站

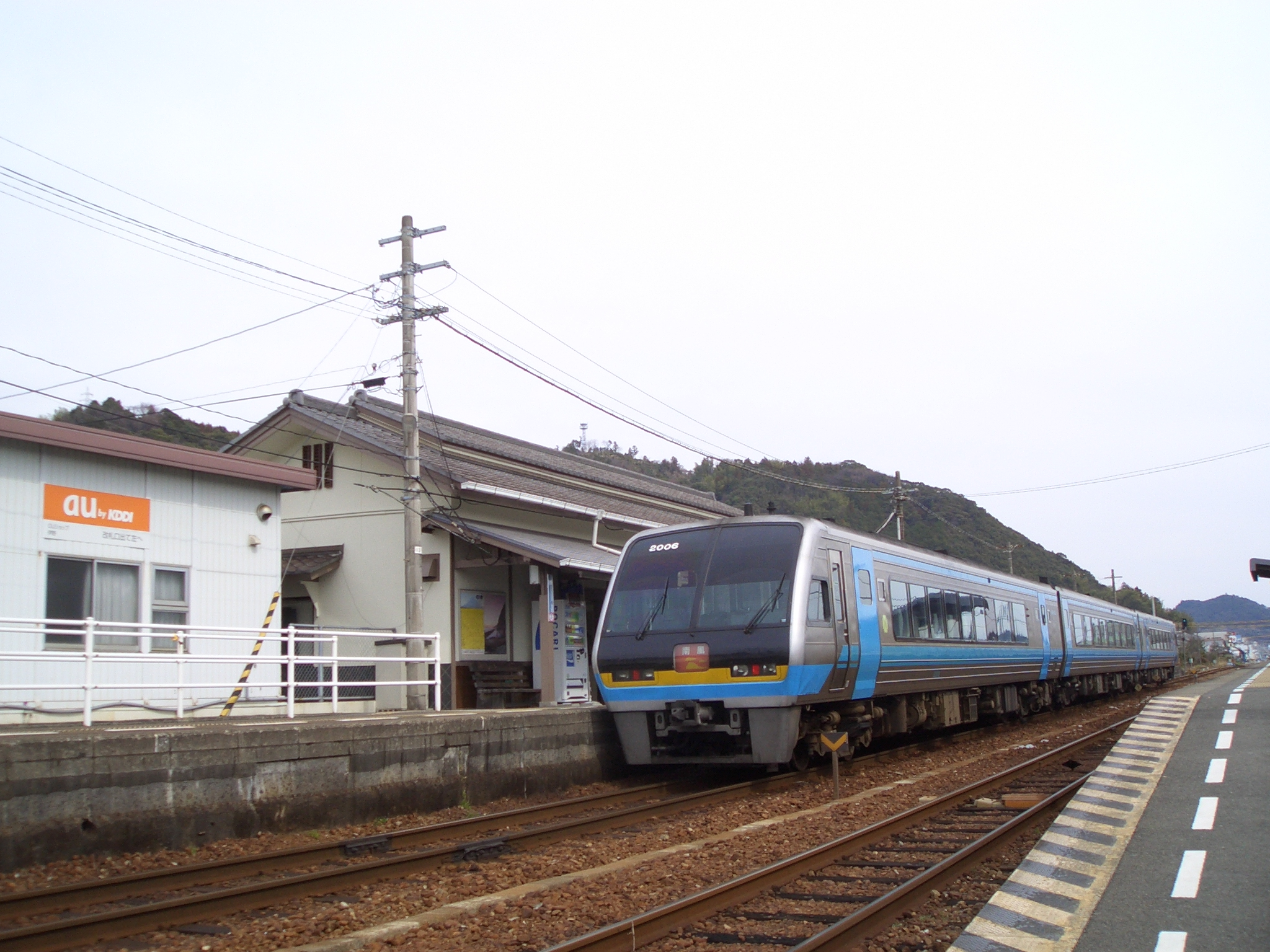
一列南風號列車於伊野站1號月台停靠。

#### 車站結構
站舍為單層建築，設有站員室兼售票處、自動售票機及小賣店。旁邊向高知方向有一較小的站舍，是洗手間，不論站外或站內均有入口，但兩邊並不能互通。

#### 月台配置
本車站設有側式月台（1號月台）及島式月台（2,3號月台）各一個。月台及站舍之間的連接需依靠向須崎方向的月台末段斜面，再橫越路軌往返。
| 月台 | 路線    | 方向 | 目的地               | 備註                    |
| ---- | ------- | ---- | -------------------- | ----------------------- |
| 1    | ■土讚線 | 上行 | 高知、高松、岡山方向 | 一部分普通列車在3號月台 |
| 2、3 | ■土讚線 | 下行 | 須崎、窪川、中村方向 | 特急全部停靠2號月台     |

### 土佐電交通 伊野站前停留場
月台有2面，向東西方向延伸的單線軌道夾着的配置。

#### 月台配置
| 月台 | 路線   | 方向 | 目的地       | 備註                   |
| ---- | ------ | ---- | ------------ | ---------------------- |
| 南側 | 伊野線 | 下行 | 往伊野       |                        |
| 北側 | 伊野線 | 上行 | 播磨屋橋方向 | 包括直通後免線、棧橋線 |

## 歷史
- 1924年11月15日：本站隨同土佐電氣鐵道伊野線伸延段一併開業。
- 1987年4月1日：日本國鐵分割民營化，車站的營運由JR四國繼承。
- 2024年3月16日：終日無人化[2][1]。

## 相鄰車站
※停靠此站的特急「南風」「四萬十」「足摺」的相鄰停靠站參見各列車條目。
四國旅客鐵道（JR四國）
■土讚線
枝川（K06）－伊野（K07）－波川（K08）
土佐電交通
伊野線
鳴谷－伊野站前－伊野

## 外部連結
- JR四國伊野站 （页面存档备份，存于）
- （页面存档备份，存于） 非官方伊野站介紹（日文）。